# 유자 왕
유자 왕(Yuja Wang) 또는 왕위자(중국어 간체자: 王羽佳, 병음: Wáng Yǔjiā, 한자음: 왕우가, 1987년 2월 10일 ~ )는 중국의 피아노 연주자이다. 베이징에서 태어났으며, 6세 시절에 피아노를 배우기 시작하여 베이징의 중앙음악학원(中央音乐学院)에서 음악을 배웠다. 21세부터 세계 독주회를 열며 국제적인 피아노 연주자가 되었다. 도이체 그라모폰과 녹음 계약을 맺고 있다.

## 수상 목록
- 2006년: Gilmore Young Artist Award[5]
- 2009년: Gramophone Classic FM의 올해의 영 아티스트[6]
- 2010년: Avery Fisher Career Grant Recipient[7]
- 2011년: Echo Klassik Young Artist of the Year[8]